# Ante Mladinić
Ante Mladinić (Split, 1. listopada 1929. – Zagreb, 11. lipnja 2002. - hrvatski nogometaš i nogometni trener. Poznat je pod nadimkom "Biće".
Kao nogometaš nastupao je 136 puta za HNK Hajduk i postigao 43 gola od 1947. do 1956. godine. Nakon toga igrao je dvije godine za RNK Split. Nakon završetka karijere nogometaša, bio je trener juniorske škole Hajduka do 1968. godine. Nakon toga je prvo bio izbornik juniorske reprezentacija Jugoslavije do 1974. godine, a zatim dvije godine izbornik seniorske reprezentacije Jugoslavija. Od 1976. do 1978. bio je trener FK Partizana iz Beograda, pa godinu dana pomoćni trener Hajduka., a zatim od 1980. do 1982. i glavni trener Hajduka. Kasnije je bio još trener omladinske škole u francuskom Bordeauxu i NK Zagrebu. Preminuo je 11. lipnja 2002. u Zagrebu.
Statistika u Hajduku
| Natjecanje        | Nastupi | Zgoditci |
| ----------------- | ------- | -------- |
| Prvenstvo         | 40      | 6        |
| Kup               | 11      | 4        |
| Superkup          | 0       | 0        |
| Međunarodne       | 0       | 0        |
| Splitski podsavez | 0       | 0        |
| Ukupno            | 51      | 10       |
| Prijateljske      | 85      | 33       |
| Sveukupno         | 136     | 43       |